# 私年号
私年号（しねんごう）は、紀年法として元号を用いた東アジアにおいて、安定した統治能力を確立した王朝が定めた元号（公年号）以外の年号を指す。異年号（いねんごう）・偽年号（ぎねんごう）・僭年号（せんねんごう）とも呼ぶ。
主として当時の王朝に対する反乱勢力や批判勢力によって使用されたものが多く、使用期間は概して短い。日本では、正史には記載されていないものの、天皇が定めたものとして後世の史書に記載があったり、考古資料に使用例が見られたりする古代の年号を逸年号（いつねんごう）と呼び、これに含める場合がある。なお、「私年号」を当時の王朝に対する対抗的性格の薄いものと定義し、明確な覇者的意志をもって建てられる「偽年号」「僭（窃）年号」などとは区別する場合もある。

## 日本の私年号

### 古代年号
日本最初の公年号は孝徳天皇の制定した「大化」であるが、中世に成立した寺院縁起・年代記には、大化前代から年号があたかも使用されたもののごとくに記載され、これらを俗に古代年号と呼ぶことがある。古代年号は総じて仏教的色彩が濃く、殊に太子信仰の影響を強く受けていることから、現在そのほとんどは後世の仏家によって仮託された架空の年号であると考えられている。ただし、「法興」だけは例外で、法隆寺金堂釈迦三尊像光背銘・『伊予国風土記』逸文といった信用すべき史料に実例が見られる。これが年号か否かの解釈については議論の余地があるものの、聖徳太子を讃仰する僧侶によって使用されたものとみて間違いなかろう。また、「白鳳」「朱雀」は公年号の「白雉」「朱鳥」からそれぞれ派生した年号であると考えられ、殊に「白鳳」は、現在でも文化史上の時代呼称（白鳳文化）として通用している。
なお、江戸後期の鶴峯戊申は著書『襲国偽僣考』において、一連の古代年号を熊襲が使用した僭年号であると主張した。現在の九州王朝説論者の中には、これを高く評価して古代年号が自説に有利な傍証史料（九州年号）たり得ると信じる者も少なくないが、学界からは全く相手にされていない。

### 中世前期
令制下にて年号制度が確立した後、私年号の出現は12世紀後半の平安末期まで待たなくてはならない。最古の私年号とみられる「保寿」は、平清盛の台頭を背景として藤原氏の息災を祈るために、次いで現れた「和勝」「迎雲」は、ともに治承・寿永の乱（源平合戦）の終結による平和の再来を寿ぐために使用された。鎌倉期の「建教」「永福」「正久」などは、何れも僧侶によって使用されたもので仏教的色彩が濃いが、関東地方でも実例が見られる点に特徴がある。南北朝期の「白鹿」「応治」「至大」などは、地方を拠点とする南朝方またはこれに好意を寄せた（反北朝の）者によって使用された可能性が高く、一方の「弘徳」「永宝」は、北朝年号を勘申する公家間の対立を背景として公年号に対する不満から使用されたものと推測されている。これら中世前期の私年号は残る実例が「元年」のみで、かつ数も1〜3例と少ないことから、そのほとんどは使用者個別の願意や祝意を表明したものに止まり、通用圏がさほど広がることはなかったようである。

### 中世後期
室町幕府による分権体制への移行は地方の自立化を促したが、一部勢力の間では反幕意識を表明するために私年号が使用されたこともあった。具体的には、禁闕の変後に近畿南部の南朝遺臣（後南朝）が使用したという「天靖」「明応」、永享の乱で敗死した鎌倉公方足利持氏の子・成氏を支持する人々が使用した「享正」「延徳」などがその例である。ところが、15世紀末以降の戦国期に発生した私年号は、依然として戦国大名の抗争の中にありながら、従来の私年号とは性格を大きく異にしていることが指摘できる。すなわち、「福徳」「弥勒」「宝寿」「命禄」などは、弥勒や福神の信仰に頼って天災・飢饉などの災厄から逃れようとする願望の所産であって、単なる政治的な不満と反抗を理由に公年号の使用を拒否していた訳ではない。しかも、これらの私年号の多くは甲斐国（山梨県）から発生し、寺社巡礼の流行に乗じて中部地方・東北地方に伝播したとみられ、現在東国の広い地域に残る板碑・過去帳・巡礼札などの中にその実例を確認し得る。こうした事態の背景には、幕府と鎌倉公方との対立による改元伝達ルートの乱れや途絶があったに相違なく、その意味において、広範囲に通用した私年号は中世後期東国の歴史的所産と呼べるものであろう。

### 近世以後
戦国期の戦乱の後、中央集権体制の確立を目指す織豊政権下において、私年号は次第に姿を消していく。国家統一を成し遂げた江戸幕府はキリスト教に対して弾圧政策を執ったため、これに抵抗する地方のキリシタンの間で「大道（大筒）」の年号が用いられたらしいが、以後は目ぼしい私年号の発生を見ていない。
幕末から明治時代初期にかけては、天皇の崩御や戊辰戦争が重なり、混乱の中で多くの私年号が現れた。奥羽越列藩同盟軍の間で採択されたという「延寿」「大政」がある。また、近代においても自由民権運動の中で秩父困民党が使用したという「自由自治」、日露戦争に勝利したことを祝して一般大衆にも使用された「征露」などが私年号の例として挙げられる。
第二次世界大戦後は、終戦直後に宗教団体・璽宇の教祖・璽光尊が天皇になったと宣言して教団国家を作り、独自の元号を定めた事がある。また出版社・晩聲社が自社の出版物に「核時代」という年号を付している。現代においても「オリンピック元年」などのように、マスコミや企業をはじめ個人レベルに至るまで、深い意味を持たせることなく一般的に使用されている。

## 日本の私年号一覧

### 古代年号
| 私年号   | 異説                | 元年相当公年号（西暦）      | 継続年数 | 実例・備考                                                               |
| -------- | ------------------- | --------------------------- | -------- | ------------------------------------------------------------------------ |
| 列滴     | 烈擲                | 孝霊天皇元年（紀元前260年） | 5        | -                                                                        |
| 経明     | -                   | 垂仁天皇11年（紀元前19年）  | 4以上    | 尾張国風土記                                                             |
| 璽至     | -                   | 応神天皇元年（270年）       | 1        | -                                                                        |
| （善紀） | 嘉紀                | 武烈天皇元年（498年）       | 4        | 「善記」の異伝か。                                                       |
| 継体     | -                   | 継体天皇11年（517年）       | 5        | -                                                                        |
| 善記     | 善紀 善化 善喜      | 継体天皇16年（522年）       | 4        | 『興福寺略年代記』、『神祇霊応記』、『濫觴抄』など                       |
| 正和     | 正治 正知           | 継体天皇20年（526年）       | 5        | -                                                                        |
| 教到     | 教倒 発倒 殷到 教知 | 継体天皇25年（531年）       | 6        | 『体源抄』、『続教訓抄』、『彦山流記』など                               |
| 僧聴     | 僧徳                | 宣化天皇元年（535年）       | 4        | 『金峰山秘密伝』など                                                     |
| 明要     | 明安 同要 同安      | 欽明天皇2年（540年）        | 11       | 『宗像大菩薩御縁起』など                                                 |
| 貴楽     | -                   | 欽明天皇13年（551年）       | 2        | 『善光寺縁起』など                                                       |
| 法清     | 法靖 結清           | 欽明天皇15年（553年）       | 4        | 『伊佐須美神社年代記』                                                   |
| 兄弟     | 兄弟和              | 欽明天皇19年（557年）       | 1        | -                                                                        |
| 蔵知     | 蔵和                | 欽明天皇20年（558年）       | 5        | 『伊佐須美神社年代記』                                                   |
| 師安     | -                   | 欽明天皇25年（563年）       | 1        | 『妙法寺年録』、『善光寺縁起』、『峰相記』など                           |
| 知僧     | 和僧                | 欽明天皇26年（564年）       | 5        | 『妙法寺年録』、『善光寺縁起』                                           |
| 金光     | -                   | 欽明天皇31年（569年）       | 6        | 覚一本『平家物語』、宝寿院本『聖徳太子絵伝』など                         |
| 賢称     | 賢接 賢棲 賢輔 賢伝 | 敏達天皇5年（576年）        | 5        | -                                                                        |
| 鏡常     | 鏡照                | 敏達天皇10年（581年）       | 4        | 『妙法寺年録』、『興福寺略年代記』、『日本略記』など                     |
| 勝照     | 照勝 勝烈           | 敏達天皇14年（585年）       | 4        | 『妙法寺年録』、『金剛寺之略記』、羽黒山本社棟札など                     |
| 和重     | -                   | 用明天皇2年（587年）        | 2        | -                                                                        |
| 端政     | 端正 端改           | 崇峻天皇2年（589年）        | 4        | 宝寿院本『聖徳太子絵伝』、『房顕記』、『予章記』、長門本『平家物語』など |
| 法興     | 法興元              | 崇峻天皇4年（591年）        | 32       | 『伊予国風土記』逸文、法隆寺釈迦三尊像光背銘                             |
| 喜楽     | 貴楽                | 推古天皇元年（593年）       | 1        | 欽明天皇代の「貴楽」の異伝か。                                           |
| 告貴     | 従貴 吉貴 告言      | 推古天皇2年（594年）        | 7        | 『善光寺縁起』、『本土寺過去帳』など                                     |
| 始哭     | 始大                | 推古天皇3年（595年）        | 1        | -                                                                        |
| 願転     | 煩転 願博 転願      | 推古天皇9年（601年）        | 4        | 『妙法寺年録』、『善光寺縁起』、『伊予三嶋縁起』など                     |
| 光充     | 弘元 光弘 光元      | 推古天皇13年（605年）       | 6        | 『橘寺縁起』                                                             |
| 大花     | -                   | 推古天皇14年（606年）       | 不明     | 『上宮太子拾遺記』、『障子伝』                                           |
| 定居     | 定光                | 推古天皇19年（611年）       | 7        | 『善光寺縁起』、『神明鏡』、『関東兵乱記』、異本『小田原記』             |
| 見聖     | 見知                | 推古天皇21年（613年）       | 5        | -                                                                        |
| 倭京縄   | 和京 倭京 景縄 見縄 | 推古天皇26年（618年）       | 5        | 『神明鏡』、『妙法寺年録』など                                           |
| 節中     | -                   | 推古天皇31年（623年）       | 1        | -                                                                        |
| 仁王     | -                   | 推古天皇31年（623年）       | 6        | 『妙法寺年録』、『園城寺伝記』                                           |
| 証明     | -                   | 推古・舒明天皇代?           | 4        | 『油火明神社記』                                                         |
| 聖徳     | -                   | 舒明天皇元年（629年）       | 6        | 『妙法寺年録』、『君台観左右帳記』、『本土寺過去帳』                     |
| 僧要     | 僧安                | 舒明天皇7年（635年）        | 5        | 『妙法寺年録』、『興福寺略年代記』                                       |
| 命長     | 令長 長命 明長      | 舒明天皇12年（640年）       | 7        | 『専修寺文書』、『法然上人行状絵図』、『妙法寺年録』など                 |
| 常色     | 常邑 常己           | 大化3年（647年）            | 5        | 『妙法寺年録』、『大成年代広記』、『伊予三嶋縁起』など                   |
| 白鳳     | -                   | 白雉元年（650年）           | 不明     | 『藤氏家伝』、『古語拾遺』、『類聚三代格』など。「白雉」の別称           |
| 白雉     | -                   | 白雉3年（652年）            | 9        | -                                                                        |
| 白鳳     | -                   | 斉明天皇7年（661年）        | 23       | -                                                                        |
| 白鳳     | -                   | 天智天皇元年（662年）       | 不明     | -                                                                        |
| 中元     | -                   | 天智天皇元年（662年）       | 4        | 「中元」は在位の途中でまた元年から数え直すもので「年号」とは異なる       |
| 朱雀     | -                   | 天武天皇元年（672年）       | 1        | 『扶桑略記』、『愚管抄』、『水鏡』、『源平盛衰記』など                   |
| 白鳳     | 白鳳雉              | 天武天皇元年（672年）       | 13       | 『愚管抄』、『多武峰略記』、『興福寺伽藍縁起』など                       |
| 白鳳     | -                   | 天武天皇2年（673年）        | 不明     | 『扶桑略記』、『年中行事秘抄』、『興福寺略年代記』など                   |
| 朱雀     | -                   | 朱鳥元年（686年）           | 不明     | 『続日本紀』、『熱田大神宮縁起』                                         |
| 大化     | -                   | 朱鳥元年（686年）           | 不明     | -                                                                        |
| 朱鳥     | 朱雀                | 持統天皇元年（687年）       | 不明     | 『万葉集』                                                               |
| 大長     | 大屯                | 持統天皇6年（692年）        | 9        | 『妙法寺年録』                                                           |
| 大和     | 大化                | 持統天皇9年（695年）        | 2        | -                                                                        |
| （白亀） | -                   | 神亀元年（724年）           | 不明     | 『旧唐書』倭国日本国伝。公年号「神亀」の誤認                             |
| 正法     | -                   | 天平宝字4年（760年）        | 不明     | 『本土寺過去帳』                                                         |

### 中世以降の私年号
| 私年号     | 異説      | 元年相当公年号（西暦）                                    | 継続年数 | 典拠・備考 |
| ---------- | --------- | --------------------------------------------------------- | -------- | --- |
| 保寿       | -         | 仁安2年（1167年）?                                        | 不明     | 奈良県五條市御霊神社神像銘 |
| （泰平）   | 万平      | 承安2年（1172年）                                         | -        | 『百錬抄』承安2年閏12月10日条、『玉葉』同月13日条。公年号改元の風説                                                                  |
| 和勝       | -         | 建久元年（1190年）                                        | 不明     | 『高野山文書』宝簡集18、宗像色定法師一筆書写一切経                                                                                   |
| 迎雲       | -         | 正治元年（1199年）                                        | 不明     | 『法隆寺文書』9 |
| 建教       | -         | 元仁2年（1225年）                                         | 不明     | 宗性筆『季御読経番論議問答記』 |
| 正見       | -         | 鎌倉時代                                                  | 不明     | 愛知県武豊町出土陶硯銘。公年号「正元」の誤記か                                                                                       |
| 永福       | -         | 永仁5年（1297年）?                                        | 不明     | 法隆寺東院書写『同学抄』奥書、武蔵国豊島郡清光寺板碑（『新編武蔵風土記稿』）                                                         |
| 正久       | -         | 元応元年（1319年）                                        | 不明     | 埼玉県飯能市西光寺（廃寺）墓地板碑                                                                                                   |
| 元真       | -         | 14世紀半ば                                                | 不明     | 埼玉県小川町発見板碑。公年号「元徳」の異表記か                                                                                       |
| 品暦       | -         | 延元 - 興国年間（1336年 - 1346年）                        | 不明     | 『阿蘇文書』 |
| 永幻       | -         | 康永（1342年 - 1344年）前後か                             | 不明     | 宮城県登米市上行寺板碑 |
| 白鹿       | -         | 興国6年/貞和元年（1345年）                                | 不明     | 『得江文書』、竜安寺蔵『太平記』奥書                                                                                                 |
| 応治       | -         | 興国6年/貞和元年（1345年）                                | 不明     | 大阪府泉大津市細見実蔵懸仏銘 |
| 真賀       | -         | 延文 - 応安年間（1356年 - 1374年）                        | 不明     | 日光輪王寺慈眼堂経蔵『眷属妙義』奥書                                                                                                 |
| （文徳）   | -         | 応安年間（1368年 - 1374年）?                              | 不明     | 伴信友が『長等の山風』で「妖偽年号」の例として挙げるも所拠不明。                                                                     |
| 至大       | -         | 永和または至徳年間（1375年 - ）                           | 不明     | 東京都武蔵野郷土館蔵板碑 |
| 弘徳       | -         | 元中元年/至徳元年（1384年）                               | 不明     | 奈良市十六所神社棟木銘、叡山文庫蔵『般若心経秘鍵抄』奥書                                                                             |
| 永宝       | -         | 元中4年/嘉慶元年（1387年）                                | 不明     | 奈良県奈良市針町観音寺蔵『大般若経』巻480奥書                                                                                        |
| 寿慶       | -         | 元中4年/嘉慶元年（1387年）?                               | 不明     | 岩手県花巻市白山神社蔵大日如来胎内銘。公年号「嘉慶」の誤記か                                                                         |
| 立徳       | -         | 康応元年（1389年）か文安元年（1449年）か永正6年（1509年） | 不明     | 埼玉県江南町発見板碑（亡失） |
| 興徳       | -         | 応永2年（1395年）                                         | 不明     | 大阪府河内長野市観音寺蔵『大般若経』奥書                                                                                             |
| 天靖       | -         | 嘉吉3年（1443年）                                         | 15       | 『武家功名記』などの二次史料。後南朝関係者が使用                                                                                     |
| 福安       | -         | 嘉吉4年（1444年）                                         | 不明     | 岡山県赤磐市千光寺蔵備前焼四耳壺銘                                                                                                   |
| 享高       | -         | 享徳元年（1452年）                                        | 不明     | 山本達雄蔵山水画。公年号「享徳」の誤記か                                                                                             |
| 享正       | -         | 康正元年（1455年）                                        | 不明     | 埼玉県ときがわ町発見板碑、『旧案主家文書』（『香取文書』）など                                                                       |
| 延徳       | -         | 寛正元年（1460年）                                        | 不明     | 『旧新福寺文書』（『香取文書』）、『本土寺過去帳』など                                                                               |
| 永楽       | -         | 寛正2年（1461年）                                         | 不明     | 高野山宝亀院蔵『大日経疏二末抄』奥書                                                                                                 |
| （明応）   | -         | 文明元年（1469年）                                        | 不明     | 『大乗院寺社雑事記』文明元年11月21日条。後南朝改元の風説                                                                             |
| 徳昌       | -         | 文明（1469年 - 1486年）頃か                               | 不明     | 宮城県栗原市妙教寺板碑 |
| 応享       | -         | 文明11年（1479年）?                                       | 不明     | 『奈古神社文書』 |
| 正亨       | 正享 正京 | 延徳元年（1489年）                                        | 不明     | 『甲斐国妙法寺記』 |
| 福徳       | -         | 延徳元年（1489年）など                                    | 不明     | 『旧録司代家文書』（『香取文書』）、『本土寺過去帳』など多数                                                                         |
| 永伝       | -         | 延徳2年（1490年）                                         | 1        | 『入来院文書』 |
| 王徳       | -         | 延徳2年（1490年）                                         | 不明     | 日光輪王寺慈眼堂経蔵『韻鏡指南』。公年号「延徳」の異表記か                                                                           |
| 長嘉       | -         | 室町時代                                                  | 不明     | 千葉県香取市長嘉板碑 |
| 徳応       | -         | 文亀元年（1501年）                                        | 1        | 東京都中野区立文化センター蔵板碑など                                                                                                 |
| 文鬼       | -         | 文亀元年（1501年）                                        | 不明     | 宮城県石巻市専称寺跡板碑。公年号「文亀」の異表記                                                                                     |
| 子平       | -         | 文亀2年（1502年）                                         | 不明     | 熊本県熊本市北区植木町所在宝篋印塔銘                                                                                                 |
| 福寿       | -         | 15世紀末 - 16世紀前半                                     | 不明     | 宮城県石巻市板碑 |
| 弥勒       | 身禄      | 永正3年・4年（1506年・1507年）                            | 3        | 『旧録司代家文書』（『香取文書』）、『本土寺過去帳』、『妙法寺記』など多数                                                           |
| 加平       | -         | 永正14年（1517年）                                        | 1        | 『阿蘇文書』など |
| 永喜       | 永亀      | 大永6年（1526年）                                         | 2        | 『旧案主家文書』（『香取文書』）、『会津塔寺八幡宮長帳』など                                                                         |
| 宝寿       | -         | 天文2年（1533年）                                         | 2        | 長野県佐久穂町出土経筒銘、『古今金工便覧』                                                                                           |
| 命禄       | -         | 天文9年（1540年）                                         | 3        | 『本土寺過去帳』、『津金文書』など                                                                                                   |
| 光永       | -         | 天正4年（1576年）                                         | 不明     | 熊本県熊本市西区上野家蔵板碑、『北肥戦誌』（但し元年を天正5年（1577年）とする）                                                      |
| 天王       | -         | 天正5年（1577年）か17年（1589年）                         | 不明     | 国立歴史民俗博物館蔵丹波焼三耳壷銘                                                                                                   |
| 大道       | 大同 大筒 | 慶長14年（1609年）                                        | 不明     | 青森県南部町霊験堂龕扉銘、和歌山県高野口町地蔵寺石灯籠銘など                                                                         |
| 正中       | -         | 元和7年（1621年）                                         | 不明     | 『山田家文書』（『佐久間町史 史料編3下』所収）                                                                                       |
| 慶喜       | -         | 寛永20年（1643年）                                        | 不明     | 『上梶家文書』 |
| （法徳）   | 宝徳      | 寛文元年（1661年）                                        | 不明     | 『能登志徴』 |
| 久宝       | -         | 天保5年（1834年）                                         | 不明     | 石川県七尾市藤原四手緒神社蔵天保絵馬額                                                                                               |
| 永長       | -         | 天保8年（1837年）                                         | 不明     | 加賀藩の豪商木谷藤右衛門らが使用。この年号を持つ絵暦あり                                                                             |
| 天晴       | 天政 天星 | 慶応3年（1867年）                                         | 2        | 高知県下神社の石灯籠・手水鉢などに使用例多数                                                                                         |
| 神徳       | -         | 慶応3年（1867年）                                         | 不明     | 千葉県袖ケ浦市個人蔵文書 |
| 神治       | -         | 慶応3年（1867年）                                         | 不明     | 熊本県人吉市大畑麓町行者堂安置役小角木像補修銘                                                                                       |
| 長徳       | -         | 慶応3年（1867年）                                         | 不明     | 多摩の豪商中野久次郎が使用（『長徳元年用留』）                                                                                       |
| 延寿       | -         | 慶応4年（1868年）                                         | 1        | 『中外新聞』慶応4年5月17日付など。奥羽列藩同盟が使用                                                                                 |
| 大政       | -         | 慶応4年（1868年）6月 - 9月                                | 1        | 『蜂須賀家文書』、『菊池容斎所蔵文書』。奥羽列藩同盟が使用                                                                           |
| 自由自治   | -         | 明治17年（1884年）                                        | 1        | 秩父困民党が使用したとされるも不詳。秩父事件に関する供述調書からは、3名の平民が「自由自治元年」を謳った盟約書1通の存在が知られるのみ |
| 征露       | -         | 明治37年（1904年）                                        | 2        | 萩野由之「征露二年」（『読史の趣味』）、栃木県小山市天翁院縁台墨書銘など                                                             |
| （大延）   | -         | 大正4年（1915年）                                         | 43       | 自称天皇熊沢寛道（大延天皇）とその支持者が使用                                                                                       |
| （核時代） | -         | 昭和20年（1945年）                                        | 継続中   | 晩聲社が出版する書籍の年号として1987年から使用。継続中                                                                               |
| 霊寿       | -         | 昭和21年（1946年）                                        | 不明     | 宗教団体・璽宇が使用 |

## ベトナムの私年号
- 越南民主共和 - ベトナム民主共和国で使用。公式には西暦を採用。
- 越南共和 - ベトナム共和国で使用。